# 熊本県道205号原立門線
熊本県道205号原立門線（くまもとけんどう205ごう はるたてかどせん）は、熊本県菊池市を通る一般県道である。

## 概要
熊本県菊池市の国道387号および熊本県道45号阿蘇公園菊池線との交差点付近に原立門線と接続する交差点があり、そこから大分県日田市上津江町の熊本県・大分県との県境にある上津江オートポリスサーキット方面へ向かう県道である。一部の地図では、一見すると大分県と熊本県をまたいで大分県道・熊本県道12号天瀬阿蘇線と接続する隣県越境タイプの道路のように記載していることがあるが、実際には大分県とはまたがっておらず偶然にも県境部分で日田市道と接続しているだけである。なお、大分県側の路線番号「205」は大分県道205号臼杵坂ノ市線を指しており、大分県側では全く別の場所で異なる路線を使用していることが分かる。

### 路線データ
- 起点：熊本県菊池市原
- 終点：熊本県菊池市原（国道387号交点）

## 地理

### 通過する自治体
- 菊池市

### 交差する道路
| 交差する道路 | 交差する場所 | 交差する場所 |
| ------------ | ------------ | ------------ |
| 国道387号    | 原           | 終点         |

### 沿線
- フラワーヒル菊池高原
- 菊池高原カントリーゴルフ場
- 上津江オートポリスサーキット